# Incubación del sueño
La incubación del sueño es una técnica que se practica con el objeto de aprender a “plantar una semilla” en la mente, de manera de originar un sueño vinculado a un tópico en particular; ya sea con la intención de recrearse o bien con la intención de resolver un problema. Por ejemplo, una persona podría ir a la cama repitiéndose a sí misma que soñará a cerca de la próxima presentación que debe realizar, o un período de vacaciones que recién tomó. Siendo parecida al sueño lúcido, la incubación del sueño hace focalizar la atención en una cuestión en particular. Muchos estudios han demostrado que este método se torna exitoso, luego de haberlo practicado por un período de tiempo.
Por ejemplo, en un estudio llevado a cabo en la Escuela de Medicina de la Universidad de Harvard, la Dra. Deirdre Barrett hace focalizar a sus estudiantes en un problema en particular, como una asignación de tarea no resuelta u otro problema objetivo, durante una semana todas las noches antes que se vayan a dormir; encontrando de esta manera que es perfectamente posible llegar a soluciones novedosas a través de los sueños, las cuales son satisfactorias para el soñador, como así también calificadas como una solución objetiva que permite resolver un problema por un observador externo. En el mencionado estudio, las dos terceras partes de los participantes tuvieron sueños que se dirigieron a los problemas que habían elegido, mientras que una tercera parte alcanzó alguna forma de solución con sus sueños.
Otros estudios han encontrado que este tipo de incubación del sueño es efectiva en problemas de índole subjetiva, de naturaleza personal.
La Dra. Barrett describe en su libro The Committee of Sleep su estudio acerca de prominentes artistas y científicos quienes se han inspirado a través de sus sueños. Mientras la mayoría de los sueños ocurren espontáneamente, una pequeña porción de los encuestados mencionan que han descubierto una versión informal de incubación del sueño por sí mismos. Ellos señalan sugestionarse de forma exitosa en los sueños para lograr de todo, desde ver finalizada una obra de arte o desarrollar argumentos y personajes para una novela hasta preguntarles a los sueños la manera de resolver problemas vinculados con computación y diseño mecánico..
Un artículo publicado en 2010 en la revista Scientific American cita de forma abreviada algunas de las técnicas de incubación del sueño de la Dra. Barret de la siguiente manera:

Si usted quiere resolver un problema en un sueño, primero de todo debería pensar en el problema antes de ir a dormir, si el mismo se presenta como una imagen, manténgala en su mente y deje que sea lo último en lo en lo que piensa antes de dormirse. Para un mejor funcionamiento, construya un objeto en su mesita de luz el cual represente una suerte de imagen del problema. Si es un problema personal, debería ser la persona con quien tiene el conflicto. Si usted es un artista debería ser un lienzo blanco. Si usted es un científico, debería ser el dispositivo en el que está trabajando o bien una demostración matemática que haya estado escribiendo.

Lo siguiente es igualmente importante, no salte fuera de la cama cuando se levante – casi la mitad del contenido del sueño se pierde cuando se distrae. Permanezca recostado, no haga nada más. Si no recuerda el sueño inmediatamente, vea si siente alguna emoción en particular – de esta manera el sueño completo regresaría a la mente.
Si usted simplemente está intentando soñar acerca de una cuestión o quiere soñar con una persona que se ha ido o no la ha visto por un largo tiempo, debería utilizar sugestiones de incubación del sueño muy similares a las que emplearía para resolver un problema: una declaración verbal concisa de lo que quiere soñar o bien una imagen de esto para observar. Muy a menudo uno quiere soñar a cerca de una persona, en este caso una simple foto es un disparador ideal del sueño. Si usted solía tener sueños en los cuales volaba, y los extraña porque hace mucho tiempo que no los tiene, busque la foto de un humano volando.